# 巴里の屋根の下
『巴里の屋根の下』（パリのやねのした、Sous les toits de Paris）は、1930年のフランスのロマンティック・コメディ。ルネ・クレール監督の初のトーキー映画で、出演はアルベール・プレジャンとポーラ・イレリなど。パリの下町を舞台に、1人の若い女性をめぐる3人の男たちの姿を描いている。「詩的リアリズム」の出発点と評されている。ラウール・モレッティ作曲の主題歌も好評を呼んだ。

## ストーリー
街角で歌いながら歌譜を売る仕事で生計を立てている歌手のアルベールは、ふとしたことで知り合ったルーマニア出身の若い女性ポーラに惹かれるが、彼女が裏町のゴロツキであるフレッドに口説かれているのを見て、一旦は諦める。しかし、フレッドが密かに鍵を盗み取ったために部屋に入れなくなってしまったポーラをアルベールが自分の部屋に泊めてやったことをきっかけに、アルベールとポーラは急接近し、2人は結婚を決める。喜びで浮かれながら準備を始めたアルベールだったが、知人の泥棒から預かったカバンの中から盗品が見つかったために警察に捕まってしまう。警察に連行されるアルベールを目撃したポーラはショックを受け、アルベールの親友であるルイを頼るようになる。その後、泥棒が捕まり、無実が証明されたアルベールは自由の身となるが、既にポーラはルイと深い仲になっていた。そんな中、ふとしたことでルイと痴話喧嘩したポーラはフレッドとダンスホールに行く。そこに偶然アルベールも現れたことで、ポーラをめぐってフレッドとアルベールは決闘をすることになる。フレッドの仲間たちに囲まれ、絶体絶命の危機に陥ったアルベールだったが、そこにポーラからの連絡を受けてかけつけたルイが発砲して街灯を消すと、混乱の中でフレッドたちは逮捕され、アルベールとルイは無事に逃げおおせる。ポーラと喜びを分かち合うアルベールだったが、そこでポーラとルイが既に深い仲となっていることに気付いてしまう。はじめは怒りの感情を見せたアルベールだったが、すぐに落ち着いて身を引く。翌日もアルベールはこれまで通りに歌を歌いながら歌譜を売る。

## キャスト
- アルベール：アルベール・プレジャン（フランス語版）（吹替：仲村秀生）- 路上の歌手で歌譜売り。
- ポーラ：ポーラ・イレリ（フランス語版）（吹替：田原久子）- ルーマニア出身の若い女性。
- フレッド：ガストン・モド（フランス語版） - 裏町のゴロツキ。
- ルイ：エドモン・T・グレヴィル（フランス語版）（吹替：田中信夫）- アルベールの親友。露天商。

※日本語吹替：テレビ版・初回放送1966年11月4日『テレビ名画座』

## スタッフ
- 監督/脚本：ルネ・クレール
- 音楽：ラウール・モレッティ（フランス語版）、ヴァンサン・スコット
- 撮影：ジョルジュ・ペリナール（フランス語版）、ジョルジュ・ラウレ（フランス語版）
- 編集：ルネ・ル・エナフ（フランス語版）
- 美術：ラザール・メールソン（フランス語版）
- 衣装：ルネ・ユベール（フランス語版）

## 製作
撮影は撮影所にパリの街並みをロシア人のラザール・メールソンが再現して行われた。空間のパースペクティブが奇妙にゆがみ、建物がわずかに不思議な傾斜をしている現実と非現実の微妙なバランスから生まれる美の感覚こそがリアリズムだという。

## 主題歌
ワルツ調の主題歌はルネ・ナゼルの作詞、ラウル・モレッティによって作曲された。日本では西条八十のつけた歌詞により田谷力三が歌った。